# پالایشگاه گاز فراشبند
پالایشگاه گاز فراشبند یا پالایشگاه آغار دالان واقع در منطقه عملیاتی دالان از توابع شرکت بهره‌برداری نفت و گاز زاگرس جنوبی واقع در شهرستان فراشبند استان فارس است. گاز تولیدی این پالایشگاه بنا به نیاز توسط خط لوله ۴۲ اینچ با فشار ۱۰۴ می‌تواند جهت تزریق در میدان‌نفتی مارون به مناطق نفت خیز جنوب یا به خط لوله سراسری گاز شماره ۲ ارسال شود. همچنین ۸۰۰۰ بشکه میعانات گازی تولیدی نیز به پالایشگاه فجرجم و در نهایت به بندر سیراف یا به پالایشگاه شیراز فرستاده می‌شود.
تأسیسات پالایشگاه فراشبند شامل لخته‌گیرهای جداکننده گاز از مایع، تفکیک گرهای دو و سه فازی، ۶ واحد نم زدایی گاز با تری اتیلن گلایکول، یک واحد تقلیل نقطه شبنم هیدروکربوری، واحد تثبیت مایعات گازی، مخازن ذخیره، ایستگاه بارگیری مایعات گازی، سیستم‌های‌ارسال و دریافت توپک و پمپ‌های ارسال مایعات‌گازی است.
پالایشگاه گاز شهرستان فراشبند از قابلیت تولید روزانه بیش از ۴۵ میلیون مترمکعب گاز و۸ تا ۱۰هزار بشکه میعانات گازی برخوردار است و انتظار می‌رود در سال‌های آتی صنایع پایین دستی آن نیز در شهرستان فراشبند ایجاد شود تا به تبع آن فرصت‌های شغلی در این منطقه گسترش یابد.

## مناطق بهره‌برداری

### میدان گازی آغار
میدان گازی آغار از میدان‌های گازی ایران است، که در فاصله ۱۱۰ کیلومتری از جنوب‌شرقی شیراز و در مجاورت شهر قیر، در استان فارس قرار گرفته‌است. این میدان گازی از میدان‌های تحت مدیریت شرکت نفت مناطق مرکزی ایران به‌شمار می‌آید، که در محدوده عملیاتی شرکت بهره‌برداری نفت و گاز زاگرس جنوبی قرار دارد.
میدان آغار در سال ۱۳۵۱ کشف شد و تاکنون در این میدان گازی ۱۶ حلقه چاه گازی حفاری و تکمیل شده‌است، که در حال حاضر شمار ۱۳ حلقه از آن‌ها در مدار تولید قرار دارند. تولید گاز از این میدان از سال ۱۳۷۷ آغاز شد. گاز طبیعی و میعانات گازی تولید شده از چاه‌های این میدان پس از تفکیک، جهت فرآورش توسط ۲ شاخه خط لوله جداگانه به طول ۹۰ کیلومتر، به پالایشگاه گاز فراشبند ارسال می‌گردد.

### میدان گازی دالان
میدان گازی دالان از میدان‌های گازی ایران است، که در فاصله ۱۲۰ کیلومتری از جنوب غربی شیراز و ۲۰ کیلومتری جنوب شرقی شهر فراشبند، در استان فارس قرار دارد. این میدان در سال ۱۳۵۴ کشف و بهره‌برداری از آن از سال ۱۳۷۱ آغاز گردید. میدان دالان از میادین تحت مدیریت شرکت نفت مناطق مرکزی ایران به‌شمار می‌آید.
در این میدان گازی، تولید گاز طبیعی و میعانات گازی، از طریق ۱۱ حلقه چاه صورت می‌گیرد. میدان دالان توان تولید روزانه ۲۰ میلیون متر مکعب گاز و ۵٫۵۰۰ بشکه مایعات گازی را دارد. حجم ذخیره درجای گاز این میدان ۸٫۵ تریلیون فوت مکعب برآورد می‌شود.
میدان گازی دالان دارای تسهیلات سرچاهی، خطوط لوله جریانی که گاز چاه‌ها را به چند راهه‌ها و از چند راهه‌ها، به پالایشگاه فراشبند انتقال می‌دهند. گاز تولیدی از میادین دالان و آغار جهت فرآورش به پالایشگاه گاز فراشبند، که در کنار میدان گازی دالان واقع شده، ارسال می‌شود، که خود شامل لخته‌گیرهای جداکننده گاز از مایع، تفکیک‌گرهای دو و سه فازی، شش واحد نم‌زدایی گاز با تری اتیلن گلایکول، یک واحد تقلیل، واحد تثبیت مایعات گازی، مخازن ذخیره، ایستگاه بارگیری مایعات گازی، سیستم‌های ارسال و دریافت توپک و پمپ‌های ارسال مایعات گازی می‌باشد.